# Jungfrau-Aletsch
Jungfrau-Aletsch – obszar chroniony w południowej Szwajcarii położony na terenie kantonów: Berno oraz Valais. Obejmuje obszar Alp Berneńskich. W 2001 roku obszar został wpisany na listę światowego dziedzictwa UNESCO.

## Fauna i flora
Jungfrau-Aletsch charakteryzuje się dużą bioróżnorodnością gatunkową. Zidentyfikowano tutaj 1250 gatunków zwierząt, z czego 271 to kręgowce. Należą do nich m.in.: gronostaj europejski, jeleń szlachetny, kozica północna, koziorożec alpejski, ryś, świstak oraz zając bielak. Na obszarze objętym ochronom występuje 1800 gatunków roślin naczyniowych oraz 700 gatunków mchów. Charakterystycznymi gatunkami są: sosna limba oraz świerk pospolity.